# Midget Wolgast
Joseph Robert Loscalzo, meglio conosciuto come Midget Wolgast (Filadelfia, 18 luglio 1910 – 19 ottobre 1955), è stato un pugile statunitense.
La International Boxing Hall of Fame lo ha riconosciuto fra i più grandi pugili di ogni tempo.

## Carriera
Divenne professionista nel 1925 e dopo 5 anni, nel 1930, divenne campione del mondo dei pesi mosca.
Considerato uno dei pugili più veloci della propria epoca, incontrò numerosi grandi pugili, tra cui Frankie Genaro, anche di categorie superiori, come Henry Armstrong, Louis Salica.
Morì a 45 anni.